# Ямки (Архангельская область)
Ямки — опустевшая деревня в Вельском районе Архангельской области. Входит в состав Муниципального образования «Благовещенское».

## География
Деревня расположена в южной части Архангельской области, в таёжной зоне, в пределах северной части Русской равнины, в 65 километрах на север от города Вельска, на правом берегу реки Ваги. Ближайшие населённые пункты: на юго-западе деревня Бревновская, на юго-востоке деревня Нечаевская.
Часовой пояс
Ямки, как и вся Архангельская область, находится в часовой зоне МСК (московское время). Смещение применяемого времени относительно UTC составляет +3:00.

## Население
| 2002 | 2010 | 2012 | 2014 |
| ---- | ---- | ---- | ---- |
| 0    | →0   | →0   | →0   |

## История
Деревня не указана в «Списке населённых мест по сведениям 1859 года», а в «Списке населенных мест Архангельской губернии на 1 мая 1922 года» в деревне Клепинской(Ямки) 8 дворов, 34 мужчины и 35 женщин. В административном отношении деревня входила в состав Благовещенского сельского общества Благовещенской волости Шенкурского уезда.
Близ деревни, в лесу, находилась Власиевская часовня, приписанная к Слободско-Воскресенскому приходу.